# Club Atlético Los Andes
O Club Atlético Los Andes é um clube de futebol da Argentina fundado em 1 de janeiro de 1917,

Participou na Primera B Metropolitana de 2014, onde obteve o ascenso para a Primera B Nacional em 19 de novembro de 2014 ao ser líder da zona B.
Sua maior revelação é Jonatan Maidana.